# Brasil na Copa do Mundo FIFA de 1982
A edição de 1982 da Copa do Mundo marcou a décima segunda participação da Seleção Brasileira de Futebol nessa competição. É o único país a participar de todas as edições do torneio da FIFA, fato que persistirá até pelo menos a edição da Copa de 2026.
O treinador foi Telê Santana e o capitão Sócrates.  O Brasil terminou na quinta colocação. 

## Eliminatórias
A Seleção comandada por Telê contava com um elenco repleto de grandes jogadores como Éder, Falcão, Júnior, Paulo Isidoro, Reinaldo, Sócrates e Zico, os brasileiros tinham pela Venezuela e Bolívia na eliminatórias. 
No entanto, a Seleção Brasileira teve certa dificuldade para vencer os venezuelanos, em Caracas, e os bolivianos em La Paz. No Brasil, foram duas vitórias tranquilas. No primeiro compromisso, o time canarinho bateu a Bolívia. No último encontro, já classificada para o Mundial, a Seleção goleou a Venezuela. Com quatro vitórias em quatro jogos, o Brasil confirmou sua participação pela 12ª vez seguida em uma Copa do Mundo.

### Partidas
Grupo 1 - Ida
| 8 de fevereiro de 1981 | Venezuela  | 0 - 1     | Brasil                                  | Estádio Olímpico, Caracas Árbitro: Barreto Ruiz URU |
|                        | Echenaussi | (Sumário) | Zico 82' (pen.) Paulo Isidoro Zé Sérgio |                                                     |

| 22 de fevereiro de 1981 | Bolívia             | 1 - 2     | Brasil                   | Estadio Hernando Siles, La Paz Árbitro: Enrique Labo Revoredo PER |
|                         | Carlos Aragonés 36' | (Sumário) | Socrates 6' Reinaldo 61' |                                                                   |

Grupo 1 - Volta
| 22 de março de 1981 | Brasil              | 3 - 1     | Bolívia             | Estádio do Maracanã, Rio de Janeiro Árbitro: Castro Makuc CHI |
|                     | Zico 24', 53' e 85' | (Sumário) | Carlos Aragonés 68' |                                                               |

| 29 de março de 1981 | Brasil                                      | 5 - 0     | Venezuela | Estádio Serra Dourada, Goiânia Árbitro: J. Romero ARG |
|                     | Tita 36', 59' e 75' Socrates 56' Junior 84' | (Sumário) |           |                                                       |

| Classificação | Seleção   | Pts | J | V | E | D | GP | GC | SG |
| ------------- | --------- | --- | - | - | - | - | -- | -- | -- |
| 1             | Brasil    | 8   | 4 | 4 | 0 | 0 | 11 | 2  | 9  |
| 2             | Bolívia   | 2   | 4 | 1 | 0 | 3 | 5  | 6  | -1 |
| 3             | Venezuela | 2   | 4 | 1 | 0 | 3 | 1  | 9  | -8 |

Brasil classificado.